# Peter Greenaway
Peter Greenaway (Newport, 5 de abril de 1942), es un director de cine británico, cuya formación se dio en las artes plásticas, específicamente en la pintura.

## Biografía y carrera

Greenaway

A una muy temprana edad, Greenaway decidió que quería ser un pintor y desarrolló un interés por el cine europeo, particularmente por las cintas de Michelangelo Antonioni, Ingmar Bergman, Jean-Luc Godard, Pier Paolo Pasolini y Alain Resnais. 
En 1962 inició estudios en el Walthamstow College of Art, donde compartió cursos con el músico Ian Dury con quien posteriormente trabajaría en El cocinero, el ladrón, su mujer y su amante. En el Walthamstow College realizó su primer cortometraje titulado Death of Sentiment y que se desarrollaba alrededor de objetos del patio de una iglesia: cruces, ángeles volando, tipografía esculpida en la roca. La película fue filmada en cuatro cementerios londinenses. 
En 1965 se unió a la Oficina Central de Información (COI), donde trabajó durante 15 años como editor y director. En 1966 dirigió Train, con fragmentos de la filmación del último tren de vapor que llegó a la estación de Waterloo, que estaba ubicada justo detrás de su lugar de trabajo en el COI. Una cinta de estilo abstracto influenciada por Fernand Léger y su Ballet mécanique, todo montado por cortes sobre una banda sonora de música concreta. En 1966 también dirigió Tree, siendo el protagonista un árbol del Royal Festival Hall de Londres que se encontraba completamente rodeado de cemento. 
La década de 1970 verá un Greenaway más serio que desarrollará en 1978 Vertical Features Remake y A Walk Through H. La primera, un estudio sobre formas con estructuras aritméticas, y la segunda, un viaje a través de varios mapas. 
En 1980 Greenaway producirá su más ambicioso trabajo hasta ese momento, titulado The Falls: un monstruo fantástico, una enciclopedia de lo absurdo de material asociable con el vuelo, con la ley de la gravedad, 92 víctimas de algo que denominó (VUE) "Violent Unknown Event" o Evento Violento Desconocido. Los años 80 vieron las mejores películas de Greenaway: El contrato del dibujante en 1982, A Zed & Two Noughts en 1985, El vientre del arquitecto en 1987, Conspiración de mujeres en 1988 y El cocinero, el ladrón, su mujer y su amante en 1989, su película más conocida por el público. 
Los noventa nos dieron las más atractivas a nivel visual: Los libros de Próspero en 1991, la controvertida The Baby of Mâcon en 1993, The Pillow Book en 1996 y 8 1/2Women en 1999.
Las tres películas de Las maletas de Tulse Luper de 2003, 2004 y 2005, y Nightwatching de 2007 (sobre el cuadro La ronda de noche de Rembrandt) son sus últimos filmes para la pantalla grande, unas extravaganzas multimedia que incluyen las más innovadoras técnicas.[cita requerida]
En la mente de Peter Greenaway está la actitud de que aún no hemos visto lo que puede ser el cine, como se dijo anteriormente. Su ambición es intentar reinventarlo.
Expuso vídeos de su creación en la edición de la Exposición Universal Shanghái 2010, en el Árbol del Aire del pabellón de Madrid, en una iniciativa llevada a cabo por el grupo Open This End.

## Filmografía

### Películas
- The Falls (1980)
- El contrato del dibujante (1982)
- Four American Composers (1983)
- A Zed & Two Noughts (1985)
- El vientre del arquitecto (1987)
- Conspiración de mujeres (1988)
- El cocinero, el ladrón, su mujer y su amante (1989)
- Los libros de Prospero, adaptación de La tempestad de Shakespeare (1991)
- The Baby of Mâcon (1993)
- The Pillow Book (1996)
- 8½ Mujeres (1999)
- Las maletas de Tulse Luper
- Nightwatching (2007)
- Rembrandt's J'Accuse (2008)
- Goltzius and the Pelican Company (2012)
- 3x3D (2013)
- Eisenstein en Guanajuato (2015)

## Premios y distinciones
Festival Internacional de Cine de Cannes
| Año  | Categoría                    | Película                | Resultado |
| ---- | ---------------------------- | ----------------------- | --------- |
| 1988 | Mejor contribución artística | Conspiración de mujeres | Ganador   |

Festival Internacional de Cine de Venecia
| Año  | Categoría                       | Película      | Resultado |
| ---- | ------------------------------- | ------------- | --------- |
| 2007 | Premio Abierto                  | Nightwatching | Ganador   |
| 2007 | Premio Mimmo Rotella Foundation | Nightwatching | Ganador   |